# Felix Klare
Felix Klare (ur. 12 października 1978 w Heidelbergu) – niemiecki aktor teatralny, telewizyjny i filmowy.

## Życiorys
Urodził się w Heidelbergu jako syn pary lekarzy, którzy w 1974 roku uciekli na fałszywych dokumentach do Zurychu. Dorastał w Monachium i studiował aktorstwo w Akademii Teatralnej „Ernst Busch” w Berlinie.
Po raz pierwszy został zaangażowany do Maxim Gorki Theater w Berlinie, potem poświęcił kilka lat na występach w teatrze. W 2002 roku zagrał rolę uchodźcy w niemieckim serialu SK Kölsch (Kolonia kryminalna), dzięki czemu stopniowo zaczął pojawiać się w rolach drugoplanowych, a w 2006 roku zagrał w komediodramacie Rumuński romans (Offset) w roli młodego robotnika Stefana Fischera.
W 2008 roku, po raz pierwszy pojawił się w telewizji Südwestrundfunk w roli Sebastiana Bootza w serialu kryminalnym ARD Tatort (Miejsce zbrodni), gdzie wraz z Martinem Mollenhauerem (Richy Müller) rozwiązywał sprawy karne w Stuttgarcie.
Żonaty z aktorką Zora Thiessen, mają czworo dzieci.

## Wybrana filmografia
- 2003: Luter (Luther) jako student
- od 2008: Tatort (Miejsce zbrodni) jako komisarz Sebastian Bootz
- 2010: Powrót Krokodyli (Vorstadtkrokodile 2) jako Dieter Gotte
- 2012: Czerwony Kapturek (Rotkäppchen) jako myśliwy
- 2017: Auf der anderen Seite ist das Gras viel grüner jako Felix Gier